# Maria Auxiliadora de Souza Brasil
Maria Auxiliadora de Souza Brasil é pedagoga mineira, nascida na cidade de Barbacena no ano de 1928.

## Biografia
A mineira Maria Auxiliadora licenciou-se em Pedagogia em 1955. Estudou também Análise do Comportamento em 1956 com o professor André Rey no Instituto Superior de Ensino Rural - ISER - e Psicanálise no Círculo Psicanalítico de Minas Gerais, filiado ao Círculo Vienense de Psicologia Profunda no ano de 1969.
Em 1963, Maria Auxiliadora de Souza Brasil fundou juntamente com os professores Galeno Procópio de Alvarenga e Pedro Parafita de Bessa, o curso de Psicologia da UFMG. Realizou pesquisas na UFMG, na Fundação Estadual de Assistência Psiquiátrica FEAD (hoje Fundação Hospitalar do Estado de Minas Gerais FHEMIG) como professora, e  na Secretaria de Estado da Educação, como psicóloga. Essas pesquisas deram origem a suas teses: Da necessidade e a da possibilidade da aplicação da psicologia à educação em 1962; Da problemática da adolescência em 1963 e  Da personalização e da sintalização progressivas em 1973.
Elaborou a técnica denominada Psicoterapêuticas Esotéricas em 1987. O método é uma exegese hermenêutica do dado analisando-analista no nível ôntico-antropologico, um corpo coerente e formalizado de conhecimento sobre o ser humano e o grupo humano. Combina o estudo das teorias cientificas com os sistemas lógicos ou matemáticos (empirismo) e com os “estudos de caso” de cada teoria descritos segundo seus próprios modos (analise do discurso), com vistas à visão esotérica do ser-no-mundo. Descreve e acompanha o desenvolvimento normal e patológico do ser humano e do grupo  humano em função da lei geral da harmonização e das leis particulares do campo vivencial, da percepção, da emoção, da inteligência, da consciência, da moralidade, da sexualidade, da religiosidade, da personalidade e sob o primado da lei operacional da aprendizagem.